# 諾林齊
51°16′41″N 28°59′58″E / 51.27806°N 28.99944°E
諾林齊（烏克蘭語：Норинці），是烏克蘭北部的村莊，隸屬日托米爾州的科羅斯滕區。該村始建於1693年，面積1.36平方公里，海拔高度137米，2001年人口525，人口密度每平方公里387.17人。